# Anker Boye
Anker Boye (født 12. februar 1950 i Odense) er en dansk politiker, uddannet maler. Fra 1994 til 2005 og igen fra 1. januar 2010 til 31. december 2016 var han borgmester i Odense, hvor han efterfulgtes af Peter Rahbæk Juel. Mellem 2006 og 2010 var han rådmand i Odense Kommune, valgt for Socialdemokraterne.

## Politisk karriere
I 2001 satte han rekord med det højeste antal personlige stemmer i dansk kommunalpolitisk historie. Mere end 35.000 odenseanere satte dengang kryds ved Anker Boye, selv om mange af dem stemte borgerligt til ved det samtidige valg til Folketinget. Ved kommunalvalget i 2005 var Anker Boyes personlige stemmetal næsten halveret – til omkring 18.000. Socialdemokraterne gik tilbage fra 14 til 10 mandater, hvorved der opstod stemmelighed mellem byrådets to fløje, idet Enhedslisten og SF sammen med S kunne mønstre 14 mandater mod den borgerlige bloks 14. Dermed stod den radikale Erik Simonsen til at afgøre hvem der skulle være Odenses næste borgmester. Anker Boye valgte at tilbyde posten til Erik Simonsen selv for åben skærm, men tilbuddet blev afslået, og den tidligere amtsborgmester, konservative Jan Boye blev dermed borgmester i Odense Kommune. Selvom valget var tæt og kun 1800 stemmer gjorden forskellen menes Anker Boyes nederlag at skyldes håndteringen af den såkaldte "H.C. Andersen-sag" (se nedenfor).

### H.C. Andersen-sagen
I anledning af H.C. Andersens 200 årsdag afholdtes et stort show 2. april 2005 i Parken, der kom til at koste 59 mio. kr. H.C. Andersen 2005 Fonden var ansvarlig for showet. Bestyrelsesformanden for H.C. Andersen 2005 Fonden var Anker Boye. Koncerten gav et underskud på 13 mio. kr., og bookingen af Tina Turner med et honorar på 6 mio. kr. plus rejsen til Danmark i et privat jetfly medførte omfattende kritik af H.C. Andersen 2005 Fonden og Anker Boye.
Underskuddet på de 13 millioner viste sig efterfølgende at være underdrevet. Ifølge Berlingske Tidende var fonden tvunget til at indfri en underskudsgaranti på 12 millioner kroner, som den havde afsat, hvis noget skulle gå galt. Det samlede underskud beløber sig dermed op på på ca. 25 mio. kr. og betød, at der måtte spares omfattende på de resterende projekter resten af året. Eksempelvis måtte der spares meget på afslutningsshowet. Afslutningsshowet blev således ikke vist på DR1 – som det ellers var planlagt – pga. en kraftig reduktion i kvaliteten forårsaget af de omfattende besparelser.
Det var forud for showet planlagt, at overskuddet fra showet skulle gå til bekæmpelse af analfabetisme i Den Tredje Verden, men HCA-abc Fonden, der var oprettet til netop det formål, kom meget tæt på at gå konkurs pga. showet.
Daværende kulturminister Brian Mikkelsen bad bestyrelsen for H.C. Andersen 2005 Fonden om en redegørelse og udtalte efterfølgende: "På baggrund af forløbet forud for åbningsshowet i Parken og de problemer, fonden helt åbenlyst har haft med at styre et så stort projekt, er jeg glad for, at det tydeligt fremgår af redegørelsen, at fonden ikke er produktionsansvarlig for andre projekter i 2005."

### Valget i 2009
Efter nederlaget ved kommunalvalget i 2005 bliver han rådmand for By- og Kulturforvaltningen. Jan Boyes popularitet falmede dog hurtigt, og Anker Boye opnåede igen som socialdemokraternes spidskandidat succes. Det lykkes dog også at tilbageerobre borgmesterkæden ved næste kommunalvalg, den 17. november 2009, der også er kendetegnet ved, at hele det gamle Fyns Amt, undtagen Ærø og Langeland Kommuner har fået socialdemokratiske borgmestre.

## Den bedst lønnede politiker
Under sin borgmesterperiode blev han ligeledes kritiseret for sine mange bestyrelsesposter, og selv efter at han havde afleveret borgmesterkæden var han stadig den næstbedst lønnede politiker i landet – kun overgået af statsministeren. Det skyldes ikke mindst det fortsatte engagement i KL, som han var formand for fra 1998 til 2002. P.t. modtager Anker Boye et vederlag på 1.351.376,94 kr. årligt, hvoraf kun en mindre del er vederlag for posten som rådmand for By- og Kulturforvaltningen i Odense Kommune. I perioden 2005-2009 var Boye næstformand for KL.